# بول لويس أندرسون
بول لويس أندرسون (بالإنجليزية: Paul Lewis Anderson)‏ (8 أكتوبر 1880، ترنتون في الولايات المتحدة - 16 سبتمبر 1956 في الولايات المتحدة)؛ مصور وروائي أمريكي.